# Генрих IV фон Плауэн

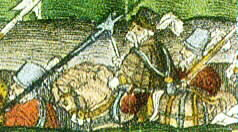
Генрих IV при осаде Хофа. Гравюра на дереве Ганса Глазера.

Генрих IV фон Плауэн (нем. Heinrich IV. von Plauen, р. вероятно 24 августа 1510 г., Нойхартенштейн — ум. 19 мая 1554 г., Штадтштайнах) — верховный канцлер королевства Богемия, бургграф Мейсена, сеньор Плауэна, Геры, Грайца, Шлайца и Лобенштайна, Теусинга, Нойхартенштайн, Энгельсбурга и Лудиц. По традиции носил титул герра фон Кенигсварт и Петшау, за исключением промежутка в 1547 г.

## Биография

### Юность
После смерти отца Генриха III рос сначала под опекой матери Барбары фон Ангальт-Кётен, а после её повторного брака в 1521 г. — опекуна Зденко Лео фон Розенталя, который был верховным бургграфом чешской короны в Нойхартенштайне. Согласно завещанию Генриха III от 27 февраля 1515 Нойхартенштейн предназначался только сыну и не мог считаться приданым в случае повторного брака его матери. В июне 1528 г. Барбара рассталась с Иоанном Младшим из Коловрата на Машау и снова назвала себя графиней Мейсенской. Из поместья Шенхоф близ Масхау она сначала отправилась в Теусинг, а с августа 1529 г. вернулась в свое вдовье поместье в Шлесслес близ Прохора. Она отклонила письменные просьбы Генриха приехать к нему в Нойхартенштейн.

### При пражском дворе
5 апреля 1530 года Генрих попросил короля Чехии Фердинанду I возобновить энфеоффенмент над бургграфством Мейсен. Его волновали не занятые саксонским курфюрстом Фридриха Сварливого сразу после смерти последнего Майнхеринга земли, а связанные с титулом имперского князя положение и право голоса в имперском рейхстаге. В 1530 г. Генрих сопровождал Фердинанда в качестве одной из кравчих на заседание Рейхстага в Аугсбурге. 19 сентября 1530 г. император Карл V подтвердил права Генриха.
В 1532 году владения Генриха IV состояла из сеньорий Теусинг, Нойхартенштейн, Энгельскбург и Прохор. В 1537 г. Прохор снова принадлежал Теузингу, а Нойхартенштейн и Энгельсбург были объединены. В регистре налога на проценты и подоходный налог за этот период упоминается владение Энгельсбург-Нойхартенштейн. В июле 1537 г. было куплено небольшое поместье Лудиц.
В том же июле 1537 года в Торгау под председательством саксонского курфюрста Иоганна Фридриха был подписан договор о наследовании с сеньором Рейсс фон Плауэн цу Грейц над фогтством Гера на случай смерти этого бездетного правителя. Когда Генрих фон Гера умер бездетным в замке Бургк 7 августа 1550 года, Генрих получил эти земли, фактически с этого момента объединив под своим скипетром весь Фогтланд. Всю свою жизнь ему приходилось отбиваться от ссор со своим сводным братом Генрихом, а с конца Шмалькальденской войны и до своей смерти он вел судебные споры с Ройссами по итогу их прежнего правления и правопреемства владений Гера. Ройссы вернули себе Геру через 6 лет после смерти Генриха IV в 1560 г., в 1572 унаследовав все земли вымершей династии бурграфов фон Плауэнов.
22 января 1542 г. Фердинанд назначил Генриха верховным канцлером чешской короны, королевским советником и камергером.

### Шмалькальденская война
Генрих сыграл ключевую роль в заключенном 14 ноября 1546 г. Пражском договоре между королем Богемии Фердинандом и герцогом Саксонии Морицем для осуществления имперской опалы на курфюрста Саксонии. В качестве верховного канцлера Богемии Генрих принял участие в битве при Мюльберге 24 апреля 1547 года и Виттенбергской капитуляции 19 мая 1547 г., положившим конец Шмалькальденской войне. В том же качестве он находился в конце июня 1547 года в Праге, где Фердинанд провел богемский сейм, вошедший в историю как «кровавый» и на котором Фердинанд председательствовал над богемскими поместьями и мятежной знатью. Среди прочего Генрих получил замок и город Петшау из конфискованных земель, которые его прадед купил в 1410 году и которые его отец продал в 1495 году фон Пфлюгку. Вскоре после этого Фердинанд потребовал вернуть правило. В сентябре 1547 года войска Генриха заняли замок Грейзер и изгнали Рейссена. Документом императора Карла V от 24 мая 1548 года Генрих IV был назначен «княжеским бургграфом Мейсена» в Рейхстаге в Аугсбурге. 21 января 1549 г. король Фердинанд Генрих пожаловал торжественную феодальную грамоту над Reussische и герайскими правителями. Таким образом, Генрих также официально работал сувереном Грайца и Геры. Документально подтвержденное завершение покупки в наследство офисов Плауэна, Фойгтсберга и Паузы произошло вскоре после этого, 10 апреля 1549 года..
Летом 1551 года Генрих созвал представителей фогтландских владений на объединённый парламент в Шлейце, который открыл 28 июля. В Плауэне была введена должность штатгальтера как высшей государственной власти для всех владений Фогтланда. 8 сентября был издан первый судебный приказ и приказ суверенной полиции для Грайца.
Хотя на протяжении всей своей жизни он был католиком, продвигал евангелическую церковь и в 1552 году издал бургграфский церковный указ, составленный евангелическим суперинтендантом Плауэна.

### Пассауский договор и вторая маркграфская война
15/16 числа 15 марта 1552 года Генрих IV встретился с курфюрстом Морицем Саксонским в Лейпциге и подготовил встречу между ним и Фердинандом в Линце 18 апреля 1552 года. Согласованные там принципы легли в основу Пассауского договора. Генриху IV пришлось убедить императора Карла V от имени Фердинанда, который скрепил Пассауский договор своей подписью 15 августа в Мюнхене. Во время последующей войны с Турцией оставался в Дьере до конца ноября.
29 июня 1553 года Генрих и Мориц встретились в Нордхаузене и обсудили продолжение войны против маркграфа Брандербург-Кульмбаха Альбрехта Алкивиада. Вскоре после этого, 9 июля 1553 года, Мориц был смертельно ранен в битве при Зиверсхаузене, и Генрих взял на себя роль главнокомандующего союзной армией. 7 августа Генрих начал осаду Хофа, который был взят 28 сентября, но отбит 11 октября войсками Альбрехта. 27 ноября союзникам удалось отбить Хоф. В ходе последующей осады Кульмбаха и Плассенбурга скончался в Штадтштайнахе утром 19 мая 1554 г. 24 мая он был похоронен в церкви святого Иоанна в Плауэне.

## Семья
Генрих IV происходил из старшей линии дома Плауэнов семьи Рейсс. Он был сыном бургграфа Генриха III. (ум. 1519 г.) и его второй жены Барбарой фон Ангальт-Кётен (р. 1487 — ум. 1532/33).
До 29 августа 1532 года Генрих женился на дочери графа Никласа I Зальмского Маргарите, от которой у него было двое сыновей:
- Генрих V (1533—1568) — бургграф Мейсена, в 1555 женился на дочери маркграфа Брандербург-Ансбаха Георга Набожного Доротее Катарине (1538—1604)
- Генрих VI (1536—1572) — бургграф Мейсена. В 1564 г. женился на Екатерине Брауншвейг-Люнебургской (1548—1565), в 1566 г. — на Анна Померанско-Штеттинской (1531—1592)